# Ypsilanti (Michigan)
Ypsilanti is een plaats (city) in de Amerikaanse staat Michigan, en valt bestuurlijk gezien onder Washtenaw County. Nabij de stad bevond zich tot 2010 een auto- en transmissiefabriek van General Motors: Willow Run Assembly.

## Demografie
Bij de volkstelling in 2000 werd het aantal inwoners vastgesteld op 22.362.
In 2006 is het aantal inwoners door het United States Census Bureau geschat op 21.746, een daling van 616 (-2.8%).

## Geografie
Volgens het United States Census Bureau beslaat de plaats een oppervlakte van
11,7 km², waarvan 11,4 km² land en 0,3 km² water.

## Cultuur

### Bezienswaardigheid
- Michigan Firehouse Museum

## Geboren in Ypsilanti
- Marie Tharp (1920-2006), oceanograaf
- Barbara Morrison (1949-2022)[3], jazz- en blueszangeres
- Ryan Shay (1979-2007), atleet
- Ella Anderson (2005), kinderactrice

## Plaatsen in de nabije omgeving
De onderstaande figuur toont nabijgelegen plaatsen in een straal van 16 km rond Ypsilanti.